# Mint (journal)
Pour les articles homonymes, voir Mint.
Mint est un journal quotidien d'affaires indien, publié par HT Médias, un groupe de presse basé à Delhi, qui publie également Hindustan Times. Il vise surtout les lecteurs qui sont des dirigeants d'entreprise et des décideurs politiques. 